# Matwei Iwanowitsch Platow
Graf Matwei Iwanowitsch Platow (russisch Матвей Иванович Платов, wiss. Transliteration Matvej Ivanovič Platov; * 8./19. August 1753 im Gebiet der Donkosaken; † 3./15. Januar 1818 ebenda) war ein General der russischen Armee und Ataman der Donkosaken.

## Leben

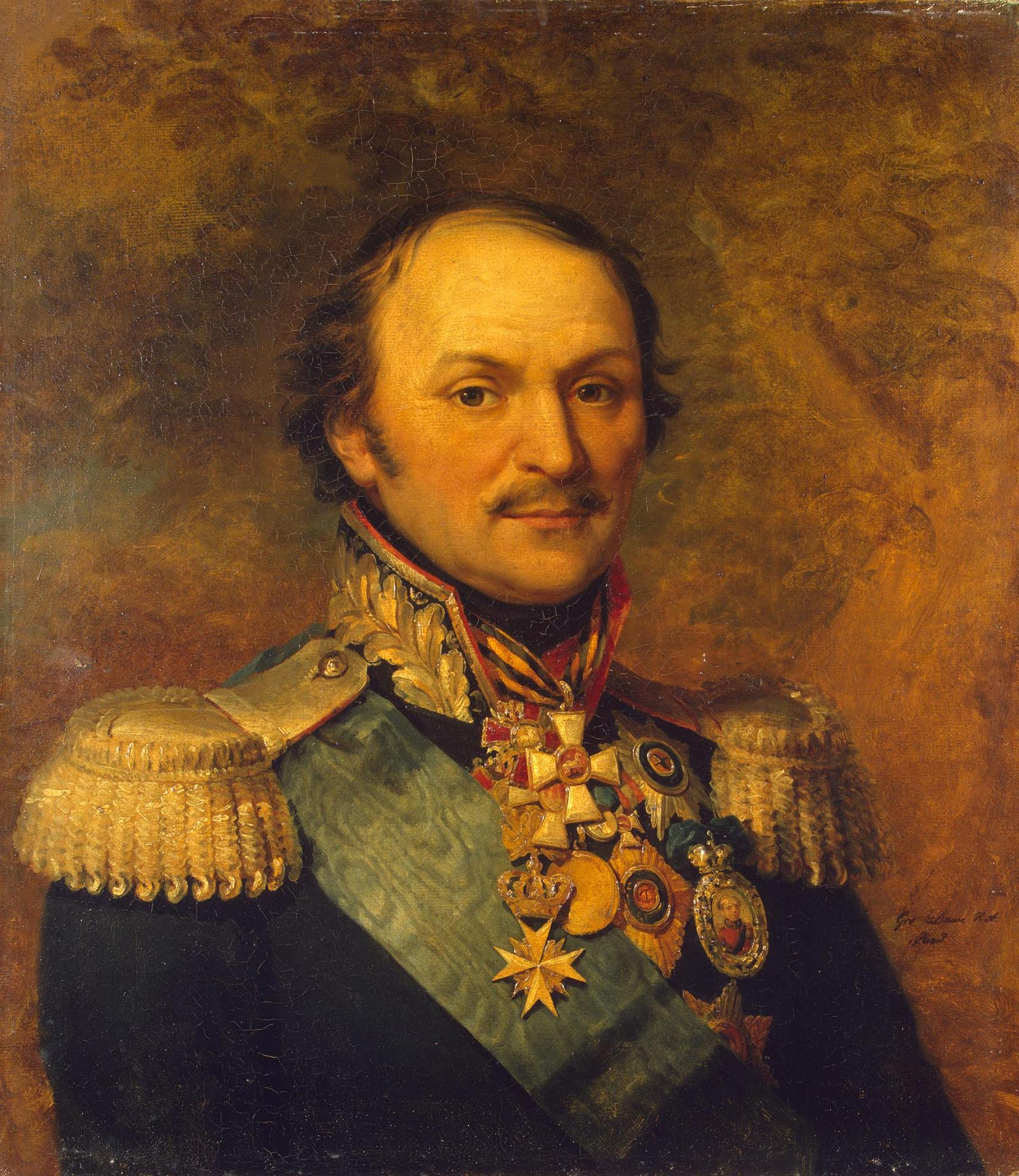
Matwei Iwanowitsch Platow

Platow, der aus einfachen, kosakischen Verhältnissen stammte, trat 1764 in das Donkosakenheer ein und kämpfte 1771 im Russisch-Türkischen Krieg gegen das Osmanische Reich. Von 1782 bis 1783 diente er unter Suworow am Kuban und auf der Krim, zeichnete sich 1788, im Russisch-Österreichischen Türkenkrieg, bei der Einnahme von Otschakow, 1789 vor Akkerman und Bender aus. Für seinen Mut bei der Erstürmung Ismajils (1790) wurde er mit dem Georgsorden dekoriert.
1801 wurde er von Zar Alexander I. zum Generalleutnant und Ataman der Donkosaken ernannt.
Als solcher veranlasste er den Bau der Festung Nowotscherkassk, die auch den Sitz der neuen Landesverwaltung bildete.
Platow kämpfte dann in den Napoleonischen Kriegen zunächst 1805 bis 1807 gegen die Franzosen. Im anschließenden Feldzug gegen die Türkei nahm er 1809 die Stadt Hirsowa und hatte großen Anteil an den Siegen bei Rassewat und Kalipetri.
Im Feldzug von 1812 befehligte er nach der Zerstörung Moskaus 15 Donkosakenregimenter, 2 Jägerregimenter und 2 reitende Batterien, die stets die Vorhut und die Nachhut der Russen bildeten, und verfolgte den abziehenden Feind mit seinen Kosaken.

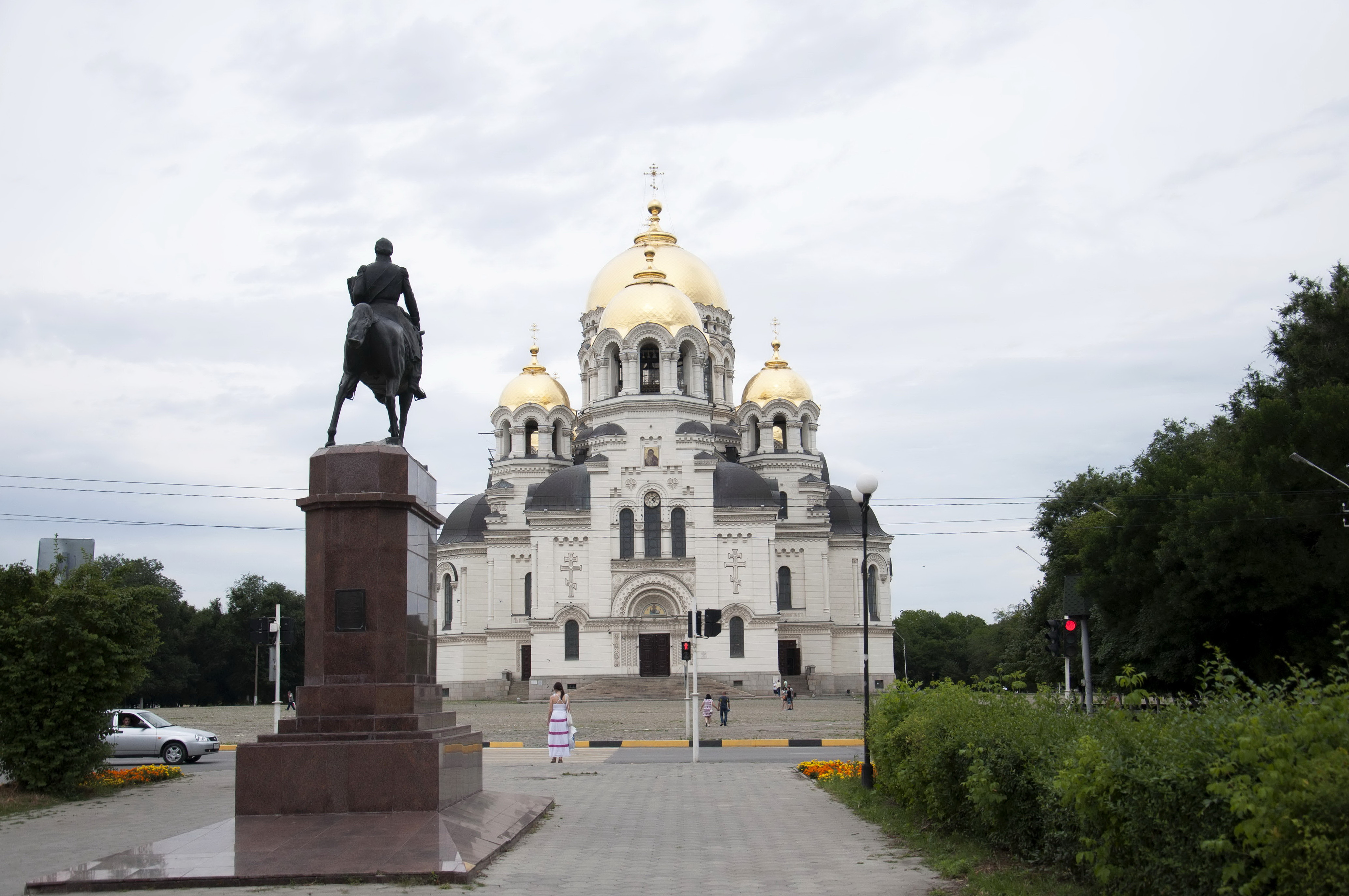
Platow-Denkmal in Nowotscherkassk

Während der Befreiungskriege 1813–1814 erwarb sich Platow mit seinen Kosaken in Europa große Popularität. Nach Überschreitung der Grenze befreite er die preußischen Städte Marienwerder, Marienburg, Dirschau und Elbing, schlug General Charles Lefebvre-Desnouettes am 28. September 1813 bei Altenburg und verfolgte nach der Schlacht bei Leipzig den Feind bis an den Rhein. In Frankreich selbst siegte er bei Laon, nahm Nemours im Sturmangriff, besetzte Arcis und Versailles und rückte schließlich mit den Alliierten in Paris ein.

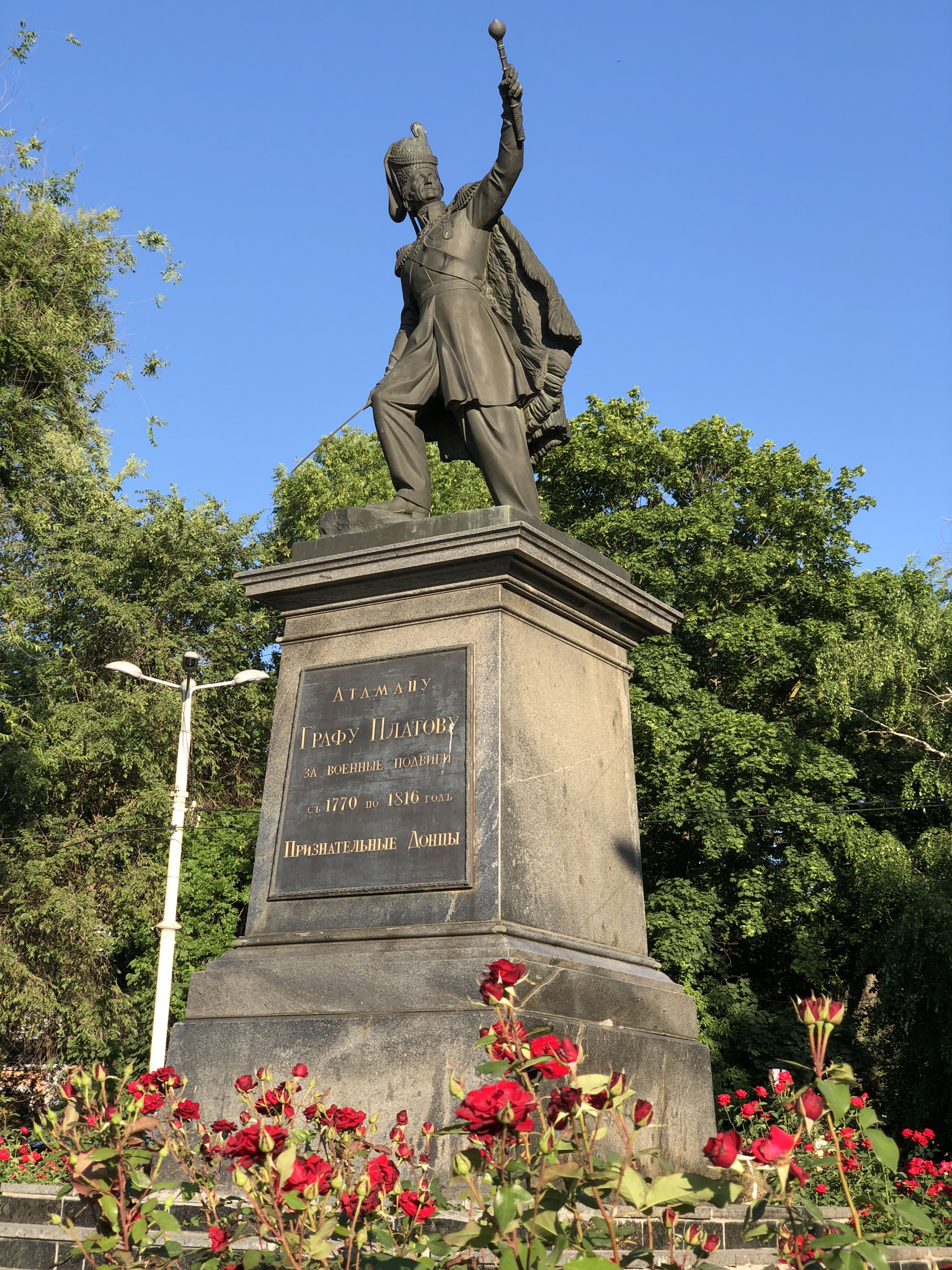
Platow-Denkmal (A. A. Iwanow, N. A. Tokarew, P. Clodt), Nowotscherkassk

Am 10. Oktober 1812 wurde Platow in den Grafenstand erhoben. Er wurde in Nowotscherkassk begraben, wo man ihm 1853 ein Denkmal errichtete.
2017 wurde der nach Platow benannte Flughafen Rostow am Don eröffnet.

## Rezeption
Durch die Auftritte des Don Kosaken Chors Serge Jaroff in den 1920er und 1930er Jahren wurde der Name Platows in Deutschland wohlbekannt, insbesondere in der Bündischen Jugend, und dort wiederum in der dj.1.11. Das Lied Platoff preisen wir den Helden wurde zu einer Hymne der Jungenschaften. Obwohl Jaroffs Chor in der Zeit des Nationalsozialismus mehrfach in Deutschland auftreten durfte, galt das Singen des Liedes als kulturbolschewistisch und konnte zu Verhaftungen führen, insbesondere wenn Bündische in Kluft zu den Konzerten kamen und stürmisch „Platoff“ verlangten.